# Boda de Filipe de Bourbon e Letícia Ortiz

Monograma conjunto de Filipe e Letícia como príncipes das Astúrias, criado com o motivo da sua boda.

A boda real entre os então príncipe Filipe de Bourbon e Letícia Ortiz celebrou-se na catedral da Almudena de Madrid a 22 de maio de 2004, ante mais de 1.200 convidados. Em Espanha, 25.145.000 espectadores seguiram o evento pela televisão e em Portugal, no dia 22 de Maio de 2004, as estações de sinal aberto (RTP1, SIC e TVI) dedicaram grande parte da sua emissão matinal à transmissão do casamento real espanhol. Segundo dados da MediaMonitor, foram mais de cinco milhões os portugueses que contactaram pelo menos um segundo com um dos três programas especiais emitidos nesse dia.

## Noivado
No dia 1 de novembro de 2003 a casa real espanhola emitiu uma comunicado no qual anunciava o compromisso matrimonial do príncipe Filipe com a plebéia Letícia Ortiz Rocasolano.

## Banquete pré-boda
Na noite de 21 de maio, os noivos, seus familiares, amigos e convidados mais importantes, como os membros da realeza mundial, atenderam a um banquete no Palácio e El Pardo. O dress code estipulado para o evento foi traje de gala, com os homens vestindo smokings e as mulheres vestidos longos e joias, tendo Letizia optado por um vestido de tecido metalizado na tonalidade prata. Entre os presentes estiveram o rei Juan Carlos da Espanha e sua esposa Sofia, a princesa Carolina de Mónaco e o então marido, a rainha Rania de Jordânia, os príncipes Guilherme e Máxima da Holanda,  os príncipes Filipe e Matilde de Bélgica, a família real da Suécia e a família real da Noruega. 

## Cerimônia religiosa
A cerimônia religiosa do casamento de Filipe e Letícia celebrou-se na Catedral de Almudena de Madrid onde estiveram 1.200 convidados no dia 22 de maio de 2004. Assistiram as bodas representantes de 12 casas reais reinantes e outros 12 pertenciam a casas reais não reinantes.

### Vestido da noiva
O vestido de Letícia esteve a cargo de Manuel Pertegaz, um modelo inspirado na linha princesa, de corte continuado desde os ombros até ao chão. A parte superior, apertado ao pescoço e mangas, desliza suavemente a partir da cintura, prolongando-se e formando uma cauda de 4,50 metros. O decote em V e o pescoço bordado em ouro e prata e fios de ouro, fiado de ambos os lados, igual ao decote das costas, às luvas e às mangas.
A frente do vestido piramidal é repetida no centro da cauda, muito mais alto e mais largo, com um bonito bordado alegórico aos motivos heráldicos: o lírio, flor de lis heráldica e espigas de trigo, realçando todo o conjunto.
Letizia levava uma coroa de brilhantes de finais do século XIX, estilo inglesa, com aplicações de pérolas e rendas, padrões inspirados pelos venezianos do século XVII. Além disso, usou a mesma joia que levou a rainha Sofia no dia do seu casamento, um diadema prussiano.
Não foi a única joia que levou Letizia, pois levava uns brincos oferecidos pelos reis, em ouro branco com seis diamantes.
O Príncipe das Astúrias usou o uniforme conforme manda o protocolo e etiqueta do exército. Casaca e calças azuis escuras, com bordado com ouro dourado; o emblema com as armas da infantaria e as medalhas correspondentes ao título de comandante..

### Pajens e damas de honras
Acompanharam a noiva os filhos da infanta Helena e Jaime Marichalar, Filipe Juan Froilán e Victoria Federica; os filhos da infanta Cristina e Iñaki Urdangarín, Juan Valentín, Pablo Nicolás e Miguel; a filha de Cristina de Borbón duas Sicilias e Pedro López Quesada, Victoria; e Carla Vigo Ortiz, filha de António Vigo Pérez e Erika Ortiz Rocasolano, irmã da noiva. Os pequenos vestiam fatos de Lorenzo Caprile que faziam referência ao século XVIII espanhol e ao magnífico pintor Francisco Goya.

### Convidados
Na cerimónia religiosa estiveram 1.200 convidados, entre eles estavam representantes de 12 casas reais reinantes e outros 12 pertenciam a casas reais não reinantes.

### Música
Na boda tocou a Orquesta sinfónica de RTVE e o Coro Nacional, dirigidos por José Luis López Cobos, que interpretou "El Canto de Gloria" da "Misa pro Victoria", de Tomás Luis de Victoria, que suou também em outros momentos da cerimónia

### Títulos após o casamento

Monograma Real dos Príncipes das Astúrias

Com o casamento, Letícia ficou com os títulos que já pertenciam ao príncipe Filipe. Assim Letícia tem os títulos de "Princesa das Astúrias, de Girona e de Viana", "Duquesa de Montblanc", "Condessa de Cervera" e "Senhora de Balaguer".

## Celebrações

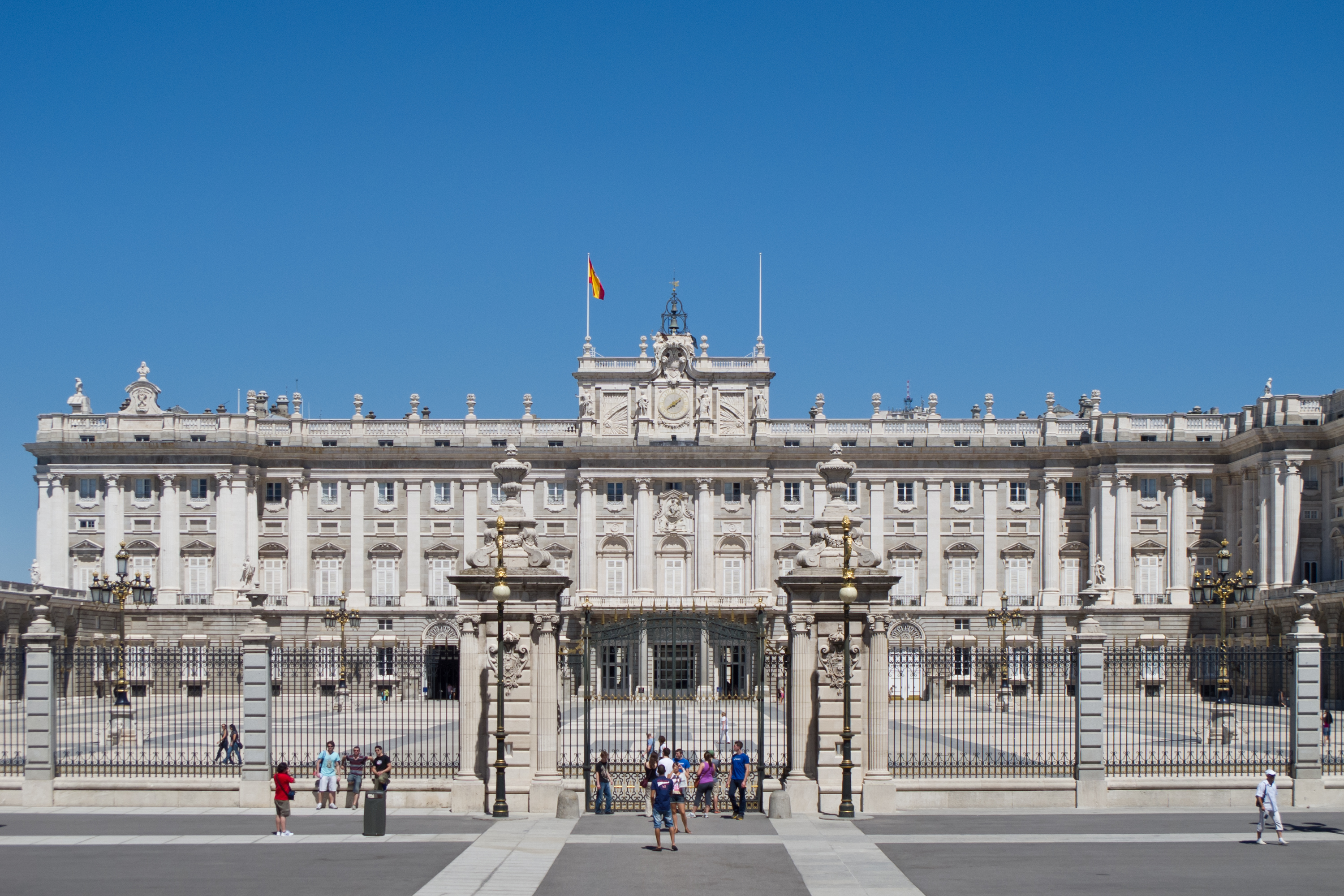
No Palácio Real de Madrid realizaram-se as celebrações depois do casamento.

Após a cerimónia, decorreu um cortejo até Atocha , onde Dona Letícia entregou o seu boquet a Nossa Senhora de Atocha. Os príncipes apareceram na varanda do Palácio Real de Madrid que dá para a Praça do Oriente, depois das habituais sessões fotográficas.

### Celebrações familiares
O banquete do casamento celebrou-se no Palácio Real, a poucos metros da Catedral de Nossa Senhora a Real da Almudena. O aperitivo celebrou-se numa sala de gala, impressionantemente decorada com tapeçarias flamencas e o banquete no Pátio do Príncipe, onde os 1500 convidados se distribuíram em cerca de 300 mesas.
O menú do casamento do Príncipe das Astúrias foi o seguinte: aperitivos: tortas de massa folhada com frutos de mar servidos em vieiras. Capão assado com tomilho. Frutos secos. Sobremesa: bolo. Quanto aos vinhos: Branco. Denominação de Origem Rias Baixas. Tinto reserva de 1994. Denominação de Origem Rioja Cava.

## Lista de convidados

### Família real espanhola
- SM o rei Juan Carlos I de Espanha e a rainha Sofia de Espanha
  - SAR infanta Elena, Duquesa de Lugo e o então marido Jaime de Marichalar
  - SAR infanta Cristina e o marido Iñaki Urdangarin
- SAR a infanta Pilar de Espanha
  - Beltrán Luis Alfonso Gomez-Acebo e Borbón e a noiva (agora esposa) Laura Ponte
  - Simoneta Luisa Gomez-Acebo e Borbón e o marido José Miguel Fernández Sastrón
- SAR a infanta Margarida de Espanha e o marido Carlos Zurita

Outros Familiares do Rei:
- Infanta Alicia, Duquesa Viuva de Calábria
  - Infante Carlos y Princesa Ana, Duques de Calabria
    - Príncipe Pedro de las Dos-Sicilias e Sofía Landaluce, Duques de Noto
    - Princesa Cristina de las Dos-Sicilias e Pedro López Quesada
    - Princesa María de las Dos-Sicilias e Archiduque Simeón de Áustria
    - Princesa Inés de las Dos-Sicilias e Michelli Caroli, Marqués de Raiano
    - Princesa Victoria de las Dos-Sicilias e Markos Nomikos

  - Princesa Teresa de las Dos Sicilias y Borbón-Parma e Íñigo Moreno y de Arteaga, Marqueses de Laula
    - Rodrigo Moreno y Borbón-Dos Sicilias

  - Princesa Inés de las Dos Sicilias
    - Manuél Morales y Borbón-Dos Sicilias

- Sandra Torlonia y Borbón
- Marco Torlonia y Borbón e Blažena Anna Helena Svitáková
- Olimpia Torlonia y Borbón

- Giovanna Marone y Borbón e Luis Sánchez-Merlo
  - Alfonso Galobart Marone
- Teresa Marone y Borbón
- Ana Sandra Marone y Borbón e Fernando Schwartz
  - Astrid Stavro di Santarosa

- Luis Alfonso de Borbón Martinez-Bordiu
- Emanuela Pratolongo, viuda de Gonzalo de Borbón

- Príncipe Pedro Carlos de Orleans-Braganza e Patricia Alexandra Brascombe
- Princesa Maria da Gloria de Orleans-Braganza e Ignacio Medina, Duque de Segorbe
- Príncipe Alejandro de Servia

- Adam Karol Czartoryski e Josette Naime Calil

- Princesa Tessa de Baviera
  - Myrta Márquez de Baviera e Pedro Escudero y Aznar
- Princesa Crista de Baviera

- Conde Jozef Zamoyski e Mª Antonia Navarro

- Gerarda Orléans-Borbón e Parodi-Delfino
- Beatriz Orléans-Borbón e Parodi-Delfino
- Álvaro Orléans-Borbón e Parodi-Delfino e Giovanna San Martino

- Mª Inmaculada de Borbón-Dos Sicilias
- Mª Margarita de Borbón-Dos Sicilias
- Casimiro de Borbón-Dos Sicilias y Princesa María Cristina de Saboya-Aosta

- Princesa Teresa Orleans-Braganza

### Família Ortiz Rocassolano
- Paloma Rocasolano e Jesús Ortiz (pais da noiva)
- Telma Ortiz (irmã da noiva)
- Érika Ortiz e o marido António Vigo (irmã e cunhado da noiva)
- Menchu Álvarez e José Luis Ortiz, avós paternos de Letizia
- Francisco Rocasolano e Enriqueta Rodríguez, avós maternos de Letizia.

### Realeza reinante
Arábia Saudita:
- Príncipe Salman Bin Abdulaziz Al Saud

Bahrein:
- SAR os príncipes herdeiros Salman Bin Hamad Al-Khalifa e Shaika Hala Bint Dais Al Khalifa

Brunei:
- Príncipes Mohamed Bolkiah e Zariah

Abu Dhabi:
- Príncipe Mohamed Ben Zayed Al-Nahyane

Qatar:
- Príncipe Joaan Bin Hamad Khalifa Al Thani

Omã:
- Sayyed Haythan Bin Tariq Al Said

Emirados Árabes Unidos:
- Sheikh Abdullah Bin Zayed Bin Sultan AI-Nahayan

Riad:
- Príncipe Salman Bin Abdulaziz Al-Saud

Kuwait:
- Sheikh Nasser Mohammed AI-Ahmad Al-Jaber Al-Sabah

Bélgica:
- SM o rei Alberto II da Bélgica e a rainha Paola da Bélgica
  - SAR príncipe Filipe, Duque de Brabante, e princesa Matilde, Duquesa de Brabante
  - SAI & SAR a princesa Astrid da Bélgica, Arquiduquesa da Áustria-Este e o príncipe Lorenzo da Áustria-Este, Arquiduque da Áustria-Este
  - SAR o príncipe Lourenço da Bélgica e a princesa Claire
- SM a rainha Fabíola da Bélgica

Dinamarca:
- SM a rainha Margarida II da Dinamarca e SAR Henrique, Príncipe Consorte da Dinamarca
- Gustavo, Príncipe Herdeiro de Sayn-Wittgenstein-Berleburg
- Princesa Alexandra de Sayn-Wittgenstein-Berleburg e Conde Jefferson von Pfeil und Klein-Ellguth

Japão:
- SAI Naruhito, Príncipe Herdeiro do Japão

Jordânia:
- SM A rainha Rania da Jordânia
- SM a rainha Noor da Jordânia
- Muna al-Hussein, Princesa Consorte da Jordânia
- SAR o príncipe Faisal e a sua esposa a princesa Alia
- Princesa Sarvath El Hassan 
  - Príncipe Rashid bin El Hassan
- Príncipe Talal y Ghida
- Princesa Raiyah
- Princesa Firouzeh Vokhshouri
  - Princesa Yasmine
  - Princesa Sarah
  - Princesa Noor

Liechtenstein:
- SAS o príncipe soberano Hans-Adam II do Liechtenstein e a princesa Marie de Liechtenstein
  - SAS os príncipes herdeiros Alois e Sofia
- SAS o príncipe Nicolau de Liechtenstein e a princesa Margarida
- SAS Princesa Nora

Luxemburgo:
- SM Henrique, Grão-Duque de Luxemburgo e a grã-duquesa Maria Teresa de Luxemburgo
  - SAR Guilherme, Grão-Duque Herdeiro de Luxemburgo
- SAR o príncipe João, Grão-Duque de Luxemburgo
- SAR a princesa Margarida e Nicolau de Liechtenstein
- SAR a princesa Maria Astrid da Áustria e o Arquiduque Cristian da Áustria
- SAR o príncipe Guilherme

Marrocos:
- SAR o príncipe Mulei Arraxide de Marrocos

Mónaco:
- SAR Alberto II de Mônaco
- SAR Carolina, Príncipe de Hanôver

Noruega:
- SM o rei Haroldo V da Noruega e a rainha Sônia da Noruega
  - SAR Haakon, Príncipe Herdeiro da Noruega e Mette-Marit, Princesa Herdeira da Noruega
  - SA Marta Luísa da Noruega e Ari Behn

Países Baixos:
- SM a rainha Beatriz dos Países Baixos
  - SAR o príncipe Guilherme Alexandre dos Países Baixos e a princesa Máxima dos Países Baixos
  - SAR Príncipe Constantino da Holanda e a princesa Laurentina dos Países Baixos

Reino Unido:
- SAR Carlos, Príncipe de Gales

Suécia:
- SM o rei Carlos XVI Gustavo da Suécia e a rainha Sílvia da Suécia
  - SAR Vitória, Princesa Herdeira da Suécia
  - SAR príncipe Carlos Filipe, Duque da Varmlândia
  - SAR princesa Madalena, Duquesa da Helsíngia e Gestrícia
- Gustaf Magnuson

### Realeza não reinante
Alemanha:
- Príncipe Alois Konstantin e a sua esposa a princesa Anastasia de Lowenstein-Wertheim-Rosemberg

Prusia:
- Príncipe Georg Friedrich, Chefe da Casa Real da Prusia
- Príncipe Frederik Guillermo

Baviera:
- Duque Franz

Baden:
- Margraves Máximiliano e Valeria
- Príncipes Ludwig e Marianne de Baden

Hesse:
- Landgrave Moritz
  - Príncipe Donatus e Condessa Floria de Faber-Castell
  - Princesa Mafalda e Ferdinando dei Conti Brachetti-Perett

Hannover:
- Príncipe Ernesto Augusto e Princesa Carolina de Mónaco
- Princesa María Victoria e Conde Miguel de Hochberg
- Princesa Alexandra de Ysenburg e Büdingen, viuva do Príncipe Welf Henry

Áustria-Hungria:
- Arquiduque Carlos e Francesca Thyssen
- Arquiduquesa Mónica e Luis María Gonzaga de Casanova e Barão, Duque de Santángelo
- Arquiduque Jorge e Duquesa Eilika de Oldemburgo
- Arquiduque Martín de Austria-Este e Princesa Katharina de Isenburg
- Arquiduquesa Catarina e Conde Massimiliano Secco d'Aragona
- Arquiduquesa Sofía e Príncipe Mariano Hugo de Windisch-Graetz
- Arquiduque Maximiliano
- Arquiduque Philipp
- Arquiduque Andrea Salvator de Austria-Toscana e Valerie, Condesa Podstatzky-Lichtenstein
- María Inmaculada de Habsburgo-Lorena e Borbón, Condesa de Habsburgo

Brasil:
- Luiz de Orléans e Bragança

Bulgária:
- SAR a princesa Kalina da Bulgária e o marido Kitín Muñoz
- SAR o príncipe Konstantin de Bulgária e a esposa María García de la Rasilla
- SAR o príncipe Kubrat de Bulgária e a esposa Carla Royo-Villanova
- SAR o príncipe Kardam de Bulgária e a esposa Miriam Ungría
- SAR o príncipe Kyril de Bulgária e a esposa Rosario Nadal

França:
- SAR a princesa Beatriz de Orleáns
  - Princesa Clotilde de Orleans e Edouard Crepy
  - Princesa Adelaida de Orleans e Pierre Louis-Dally
  - Príncipe Francisco Carlos de Orleans

Grécia:
- SM Ana Maria, Rainha da Grécia e Constantino II da Grécia
  - SAR a princesa Alexia da Grécia e Dinamarca e Carlos Morales
  - SAR Paulo, Príncipe Herdeiro da Grécia, e Maria Chantal Miller
  - SAR Nicolau da Grécia e Dinamarca
  - SAR Teodora da Grécia e Dinamarca
  - SAR Filipe da Grécia e da Dinamarca
- SAR a princesa Irene de Grécia
- Princesa Tatiana Radziwill e Jean Henri Fruchaud
  - Fabiola Fruchaud Radziwill
- Paul Brandram

Georgia:
- Príncipe George

Irão:
- SM Farah Pahlavi
  - Shah Reza Pahlavi e Shahbanou Yasmine

Islão:
- SM príncipe Aga Khan IV e Begum Inaara Aga Khan

Itália:
- SAR Vítor Emanuel, Príncipe de Nápoles e Marina, a Princesa de Nápoles
  - Príncipes Manuel Filiberto e Clotilde
- Princesa María Gabriela de Saboya
- Amadeo de Saboya-Aosta e Silvia Ottavia Paternò, Duques de Aosta
  - Aimone de Saboya-Aosta, Duque de Apulia

Jugoslávia:
- SAR o príncipe Alexandre II Karadjordjevitch e Catarina da Sérvia
  - Felipe da Yugoslavia
- Príncipe Dimitri da Yugoslavia

Portugal:
- SAR D.Duarte Pio, Duque de Bragança, e Isabel de Herédia

Roménia:
- SM o rei Miguel I
  - SAR a princesa Margarida e o seu esposo Radu Duda

Rússia:
- SAI a Grã-Duquesa Maria Vladimirovna da Rússia

### Aristocracia
- Cayetana Fitz-James Stuart, a Duquesa de Alba
- José Maria Ruiz de Arana, Duque de Baena e Vicedecano
- Enrique Fernández-Miranda, Duque de Fernández-Miranda
- Javier Benjumea, Marquês de Puebla de Cazalla
- Rafael Benjumea, Conde de Guadalhorce
- Alfonso Álvarez de Toledo, Marquês de Villanueva de Valdueza
- Maria de Borbón, Marquesa de Bosch de Ares
- Rafael Atienza, Marqués de Salvaterra
- Jaime Bermúdez de la Puente, Conde de Castelo
- Francisco de Borja de Arteaga, Marquês de Estepa
- Jaime Lamo de Espinosa, Marquês de Mirasol
- Alfonso Martínez de Irujo, Duque de Aliaga
- Juan de Sentmenat, Marquês de Benavent
- Íñigo Cotoner, Marquês de Mondéjar
- Luis Medina, Duque de Santisteban del Puerto
- Manuel Álvarez de Toledo, Duque de Zaragoza
- Enrique Falcó, Duque de Elda e Decano

## Lua de mel
A lua-de-mel dos príncipes das Astúrias foi passada em Espanha. Os príncipes das Asturias começaram a sua lua-de-mel em Cuenca, começando assim um roteiro por diferentes cidades espanholas, para terminar na Jordânia e Anam, onde assistiram ao casamento o príncipe herdeiro daquele país Hamzah Bin al Husein, com a princesa Noor. Depois desta paragem continuaram a sua viagem de noivos num paraíso longe e secreto.

## Transmissão televisiva
| Pais           | Canais                                                | Horário | Mais Informações |
| -------------- | ----------------------------------------------------- | --- | --- |
| Argentina      | TN                                                    | A partir das 6h00 | |
| Bélgica        | VRT-TV1                                               | 10h30-13h00 | |
| Chile          | TVN (Televisión Nacional de Chile)                    | 04h30 | |
| Dinamarca      | DR1 e TV2                                             | Na DR1 das 10h00 às 13h00 e na TV2 das 09h50 às 13h50. | |
| Espanha        | TVE, Antena 3, Telecinco, Telemadrid, Canal Sur e TV3 | Na TVE: das 08h00 às 15h00; um resumo das 16h00 às 21h00 e um especial "Informe Semanal" às 22h00. Na Antena 3 08h30 às 15h00; "Sabor a ti" especial das 16h30 às 20h00 e Especial 'Ahora' das 20h00 às 21h00. Na Telecinco especial a partir das 09h00; Especial das 15h30 às 19h30; Especial 'No es lo mismo' das 19h30 às 20h30 e Especial 'Salsa Rosa' às 21h30. Na Telemadrid especial das 08h00 às 14h00; 'Con T de Tarde' das 15h30 às 18h00 e 'Príncipes de Asturias' às 21h00. No Canal Sur especial das 09h00 às 14h00 e um especial das 15h00 às 16h00. Na TV3 houve um especial das 10h00 às 14h00. | Os canais espanhóis também emitiram especiais no dia anterior ao casamento. No dia do casamento, na TVE foi Ana Blanco quem apresentou o especial do casamento real. Na Antena 3 o especial foi conduzido por Matías Prats e Susana Griso. Na Telecinco foi apresentado por Hilario Pino e Angels Barceló. Na Telemadrid foi conduzido por Begoña Tormo e A. Gutiérrez. No Canal Sur houve um especial com Leonardo Sardiña, Inma Casal e Amalia S. Sampedro. E na TV3 houve um especial com Raquel Sans e Xavier Coral. Praticamente todos os canais tiveram especiais na tarde e noite do dia do casamento. |
| Finlândia      | YLE 1                                                 | 11h55-14h00 | |
| França         | TF1 e TV5                                             | Na TF1 das 10h55 às 12h45 e na TV5 das 11h00 às 14h00. | |
| Alemanha       | ARD e ZDF                                             | Na ARD das 09h03 às 15h00 e na ZDF (no espaço ZDF Royal) das 09h00 às 14h45. | |
| Itália         | RAI Uno                                               | 11h00-13h00 | |
| Países Baixos  | Nederland 2, NOS Actueel                              | 10h50-12h20 | |
| Noruega        | NRK1                                                  | 10h30-12h25 | |
| Portugal       | RTP1, SIC e TVI                                       | Na RTP1 foi transmitido das 08h00 às 13h00; na SIC foi emitido um especial das 09h00 às 13h00 e na TVI foi transmitido um especial da 07h45 às 13h00 e durante a tarde. | A emissão da RTP1 foi conduzida por Fátima Campos Ferreira. Na SIC a emissão foi conduzida por Conceição Lino. A emissão da TVI foi conduzida por Henrique Garcia e Júlia Pinheiro. |
| Suécia         | SVT1                                                  | 10h45-14h00 | |
| Estados Unidos | Univision e Telemundo                                 | | A apresentador da emissão da Univision foi María Antonieta Collins, os apresentadores da emissão da Telemundo foram Marian de la Fuente e Jose Diaz-Balart. |

Em Espanha, 25.145.000 espectadores seguiram por a televisão a boda dos príncipes de Astúrias. Todos eles dedicaram a ver o enlace uma média de 94 minutos, segundo os dados fornecidos por a TVE, que serviu de sinal institucional.
Se trata da boda real que mais espectadores por televisão havia acumulado em Espanha. A boda da Infanta Cristina sumou22.680.000 telespectadores e a da infanta Elena, 21.340.000.
Segundo os dados da TVE, se trata do dia de mais audiência de televisão em toda a história de Espanha desde que se têm registos de audímetros.provavelmente só superado por a final da copa do mundo Sudafrica 2010
Em Portugal, no dia 22 de maio de 2004, as estações de sinal aberto (RTP1, SIC e TVI) dedicaram grande parte da sua emissão matinal à transmissão do casamento real espanhol. Segundo dados da MediaMonitor, foram mais de cinco milhões os portugueses que contactaram pelo menos um segundo com um dos três programas especiais emitidos nesse dia.
Pela análise dos dados da MediaMonitor, podemos observar que a TVI foi o canal que mais tempo dedicou a este acontecimento, com uma emissão de mais de sete horas. Este programa da TVI foi aquele com que mais portugueses contactaram (mais de quatro milhões), mas foi na RTP1 que se registou maior audiência média, com 6,1%, 581 mil indivíduos em média.
Na SIC passou Filipe e Letícia, durante 3 horas e 49 minutos, o programa especial sobre o casamento real de menor duração. Registou 4.1% de audiência média e 21.1% de share de audiência. Este programa foi contactado por um pouco menos de 3 milhões de indivíduos (2 947 200).
A RTP1 dedicou ao casamento real uma emissão de quase cinco horas, a que deu início pouco depois das oito horas da manhã. Este programa, como referimos, registou 6.1% de audiência média e 37.0% de share de audiência. Foi contactado por 3,6 milhões de indivíduos.
Finalmente, a TVI transmitiu um programa especial que se prolongou por mais de sete horas (7:32m), iniciado logo pelas 7:45, com o qual obteve 5.2% de audiência média e 28.1% de share de audiência e com o qual contactaram 4,2 milhões de indivíduos.
O casamento dos príncipes das Astúrias também foi transmitido em direto na Noruega, Argentina, Bélgica, Canadá, Chile, Dinamarca, Alemanha, Itália, Holanda, Suécia, Finlândia e França.